# Подаруй світло
Подаруй світло — сингл гурту СКАЙ, виданий на початку 2008 року. Даний сингл був виданий у двох версіях: з ліричним та роковим звучаннями.

## Про сингл
2008 року пісня посіла 27 сходинку у топ-40 чарту ФДР.
Перша версія пісні прозвучала у рекламі «Світоч» наприкінці 2007 року. Дві версії пісні відрізняються звучанням та переходом від спокійної гри на гітарі до важчого звучання та включення скрипки. Також спостерігається деяка зміна темпу у рок-версії.

## Відеокліп
Також було представлено дві версії відео. Відео було відзняте 22 квітня 2008 року режисером Андрієм Роженом. За сюжетом головною ідеєю відео є усвідомлення сімейної цінності будучи віддаленим від родини.
За сюжетом, музикантів гурту відправлено у космос на ракеті, після чого гурт, висадившись на іншій планеті починає грати. У цей час Олега Собчука на Землі чекає його родина — дружина, донька і батько, якого зіграв львівський бізнесмен Микола Рогуцький.

## Благодійній фонд
17 вересня 2019 року Собчук створив благодійний фонд «Подаруй світло». 2020 року, до 20-ліття гурту, заплановано провести ювілейний тур Україною та за кордоном. 10 % з кожного квитка буде перераховано до фонду. Фонд має на меті допомагати дітям-сиротам та також дітям з обмеженими можливостями.

## Трек-лист
- Подаруй світло (лірична версія) — 4:26
- Подаруй світло (рок-версія) — 4:16